# Bãi Dài (Cam Lâm)
Bãi Dài nằm giữa sân bay Cam Ranh và thành phố biển Nha Trang 10 km, cách sân bay 12 km. Từ cầu Bình Tân đến đường vào Bãi Dài, theo Đại lộ Nguyễn Tất Thành 10 km, con đường vòng khi vừa đi hết đèo băng qua dãy núi Đồng Bò là một vòng tròn ôm cua. Đi theo con đường đất hơn 200m sẽ gặp bãi biển Bãi Dài, thuộc xã Cam Hải Đông, huyện Cam Lâm (tách huyện từ Thành phố Cam Ranh). Hiện tại, đây có khoảng 30 nhà che tạm của người dân dùng để buôn bán phục vụ du khách. Bãi dài nằm ngay vị trí là đường mới vào thành phố Nha Trang theo sân bay Cam Ranh mới và khu công nghiệp cát trắng thủy triều và khu resort Diamond Bay.
Bãi cát ở đây mịn và rất sạch. Những ngày biển êm, triều rút xa, biển lộ ra cả một vùng cát rộng mênh mông (vì thế nơi này có tên gọi là Bãi Dài). Bãi Dài rất thuận lợi cho việc phát triển du lịch vì ở đây còn rất hoang sơ, thế nhưng mùa du lịch diễn ra trong 6 tháng vì 6 tháng thủy triều sẽ ngập các bãi tắm.